# Andreas Bergh
Andreas Bergh, född 16 mars 1973, är en svensk nationalekonom och liberal samhällsdebattör. 
Bergh disputerade i nationalekonomi vid Lunds universitet 2003 på avhandlingen Distributive Justice and the Welfare State. Han arbetar som forskare vid IFN och som föreläsare vid Lunds universitet. Berghs forskning kretsar kring välfärdsstaten; hur ekonomisk omfördelning bör mätas (enkla jämförelse mellan brutto- och nettoinkomster riskerar till exempel att leda fel), och hur den svenska välfärdsstaten har kunnat kombinera ekonomisk tillväxt med en jämn inkomstfördelning. Det senare temat utvecklas i boken Den kapitalistiska välfärdsstaten. Bergh har även varit verksam i Liberala ungdomsförbundet och kandiderade 2002 som riksdagskandidat för Liberalerna. Sedan 2023 ledamot  av Kungliga Ingenjörsvetenskapsakademin.

## Skribent och debattör
Vid sidan av sitt vetenskapliga arbete har Bergh varit en flitig samhällsdebattör med ett flertal debattartiklar och krönikor i dagspressen. Han har bland annat engagerat sig i debatten om basinkomst, som han menar är en intressant fråga men som tyvärr aldrig har diskuterats seriöst i Sverige. En orsak till detta, menar han, är att många förespråkare lanserat basinkomsten som något radikalt och då även ofta föreslår för höga nivåer.
Bergh driver även en blogg med fokus på samhällsvetenskap och politik.